# Samsung NS130
Samsung NS130 — 10-дюймовый нетбук производства компании Samsung Electronics. В момент выхода на рынок, компьютер выделялся ярким дизайном и мощными характеристиками, по сравнению с конкурентными моделями.
Отличительной чертой нетбука является наличие бойцовой рыбки на верхней панели, что, скорей всего, является неким символом предустановленной Windows 7.

## Технические характеристики
- Процессор: 64-битный Intel Atom
- Чипсет: NVIDIA ION
- Оперативная память: DDR3 2 ГБ
- Экран: 10" (1024x600) WSVGA
- Встроенные модули Wi-Fi
- Жёсткий диск: 320 ГБ
- Размеры: 262 x 185,5×29.7 мм
- Масса: 1.26 кг
- Установлена операционная система Windows 7